# Rodriguezia cinnabarina
Rodriguezia cinnabarina là một loài thực vật có hoa trong họ Lan. Loài này được H.G.Jones miêu tả khoa học đầu tiên năm 1975.